# Santa Giustina (patrona di Arzano)
Santa Giustina vergine e martire è venerata santa dalla Chiesa cattolica. Insieme a sant'Agrippino è la santa patrona della città di Arzano. Il giorno a lei dedicato nel calendario è il 13 luglio.

## Agiografia
Secondo la leggenda cristiana, Giustina sarebbe vissuta a Trieste al tempo di un non meglio precisato console Fabiano, e qui sarebbe stata giustiziata dalle autorità romane. Giustina, infatti, si era consacrata a Gesù e per questo motivo opponeva un rifiuto a tutti coloro che la chiedevano in sposa; anche un collaboratore del console se ne invaghì, ma ottenuto l'ennesimo rifiuto la denunciò alle autorità. Furono fatti tentativi per convincerla ad abiurare, ma Giustina si oppose e fu condannata a morte. L'esecuzione non fu semplice: le frecce che le venivano lanciate addosso non la colpivano, mentre chi le lanciava sudava sangue. Fu così che si decise di decapitarla, tra le rivolte del popolo, costringendo il console al suicidio.

## Culto
Secondo le credenze popolari il corpo decapitato della santa si troverebbe ad Arzano, in una delle cappelle a lei dedicata nella chiesa di Sant'Agrippino. Infatti, durante il trasporto del carro con il corpo da Trieste alla Sicilia, dove doveva essere deposta, i buoi, giunti ad Arzano, si sarebbero rifiutati di proseguire; il fatto fu interpretato come espressione della volontà della santa stessa. Da allora la santa viene considerata la protettrice di Arzano (insieme a Sant'Agrippino) e viene celebrata con una rappresentazione teatrale, la cosiddetta tragedia di santa Giustina.
A Torre d'Arese (PV), nella chiesa di San Martino esiste una teca di cristallo contenente il teschio della santa. La leggenda narra che nel 1670 un vescovo pavese volesse trasportare la reliquia nel capoluogo. Il giorno prefissato, un sole splendente accompagnava la processione, ma appena il vescovo accennò a varcare i confini comunali, tuoni, lampi e pioggia scrosciante impedirono il proseguimento. Al terzo tentativo il vescovo e i presenti desistettero, la teca venne riposta in chiesa nell'altare di destra e il sole riprese a splendere. Era la terza domenica di settembre. Ogni anno nella terza domenica, si ricorda la santa con una processione per le vie del borgo. Santa Giustina è anche protettrice delle ragazze nubili.